# گاماکسان (گیونگی)
گاماکسان (به لاتین: Gamaksan) یک کوه در کره جنوبی است که در کره جنوبی واقع شده‌است. گاماکسان ۶۷۵ متر بالاتر از سطح دریا واقع شده‌است.